# Adele Stürzl
Adele Stürzl, née à Vienne le 23 novembre 1892 et assassinée par décapitation par les nazis dans la prison de Stadelheim le 30 juin 1944, est une résistante autrichienne, héroïne de la Seconde Guerre mondiale.

## Biographie
Adele Stürzl naît à Vienne en 1892, originaire d'une famille de Bohème, de la ville de Znojmo. Durant sa jeunesse, elle travaille en tant que personnel de maison. Dans la capitale autrichienne, elle se lie avec les mouvements démocratiques et sociaux de gauche.
Elle rencontre son mari à Budapest après la Première Guerre mondiale : le couple s'installe à Kufstein dans le Tyrol. C'est dans cette ville qu'elle devient une militante très active des droits des femmes au travail et intègre le parti communiste d'Autriche.
Lorsque l'Autriche est annexée par les nazis en 1938 lors de l'Anschluss, elle entre dans les rangs de la résistance. Elle est arrêtée en juin 1942 par la Gestapo et jugée à Innsbruck à une peine de quatre ans de prison. Elle est ensuite condamnée à mort le 14 avril 1944 et exécutée à la prison de Stadelheim de Munich par décapitation[réf. à confirmer].

## Postérité
- Une rue de la ville de Kufstein porte son non en sa mémoire : Adele-Stürzl-Weg[6].